# Stade Gbegamey
Het Stade Gbegamey is een multifunctioneel stadion in Cotonou, een stad in Benin. 
Het stadion wordt vooral gebruikt voor voetbalwedstrijden, de voetbalclub Mambas Noirs FC maakt gebruik van dit stadion. In het stadion is plaats voor 5.000 toeschouwers.